# Zu Jia
Zu Jia (祖甲) bio je vladar drevne Kine iz dinastije Shang. Prema knjizi Guoyua, njegovo je ime bilo Di Jia (帝甲). Bio je sin kralja Wu Dinga i brat Zu Genga.
Njegova je vladavina opisana u Bambuskim analima. Njegova prijestolnica Yin danas je znana kao Yinxu.
U 12. godini svoje vladavine, Zu Jia je napao narod Rong.
Spomenut je i na kostima za vračanje.
Imao je barem dvojicu sinova, koji su danas znani kao Lin Xin (nasljednik) i Geng Ding.